# ティム・ストーリー (映画監督)
ティム・ストーリー（Tim Story、1970年3月13日 - ）は、アフリカ系アメリカ人の映画監督、映画プロデューサーである。

## 来歴
カリフォルニア州ロサンゼルスに生まれ、ウエストチェスター・ハイスクールに通った。1991年に南カリフォルニア大学を卒業した。

## 主なフィルモグラフィ
- The Firing Squad (1997年) - 監督・原案
- バーバーショップ Barbershop (2002年) - 監督
- TAXI NY Taxi (2004年) - 監督
- ファンタスティック・フォー ［超能力ユニット］ Fantastic Four (2005年) - 監督
- ファンタスティック・フォー:銀河の危機 Fantastic Four: Rise of the Silver Surfer (2007年) - 監督
- 悪党にもラブソングを! First Sunday (2008年) - 製作
- Hurricane Season (2010年) - 監督
- 魔法の恋愛書 Think Like a Man (2012年) - 監督
- ライド・アロング〜相棒見習い〜 Ride Along  (2014年) - 監督
- ベガス流 ヴァージンロードへの道 Think Like a Man Too (2014年) - 監督
- ブラザー・ミッション -ライド・アロング2- Ride Along 2 (2016年) - 監督
- シャフト Shaft (2019年) - 監督・製作総指揮
- トムとジェリー Tom and Jerry (2021年) - 監督・製作総指揮
- 輝け! プレイズチーム Praise This (2023年) - 製作総指揮
- ザ・ピックアップ 〜恋の強盗大作戦〜 The Pickup (2025年) - 監督・製作総指揮

## ミュージックビデオ
- "I Do (Whatcha Say Boo)" by Jon B. (1998年)
- "Cool Relax" by Jon B. (1998年)
- "Sweet Lady" by タイリース・ギブソン (1998年)
- "R U Still Down For Me" by Jon B. feat. 2パック (1998年)
- "Cheers 2 U" by Playa (1998年)
- "He Can't Love You" by Jagged Edge (1999年)
- "I Drive Myself Crazy" by イン・シンク (1999年)
- "Tell Me It's Real" by K-Ci & JoJo (1999年)
- "Lately" by Tyrese (1999年)
- "My First Love" by Avant feat. Keke Wyatt (2000年)
- "Ryde Or Die Chick" by The LOX feat. イヴ and ティンバランド (2000年)
- "Mr. Too Damn Good" by ジェラルド・レヴァート (2000年)
- "Wild Out" by The LOX (2000年)
- "Let's Get Married" by Jagged Edge (2000年)
- "Brown Skin" by インディア・アリー (2001年)